# Lo Boièr
Lo Boièr ("El Boyero", también conocido como Le Bouvier en francés) es un cántico tradicional occitano. Era popular en la zona del Languedoc durante la Baja Edad Media, motivo por el cual estuvo estrechamente asociado con el movimiento religioso del catarismo. Podría haberse desarrollado durante la Cruzada Albigense, cuando los cátaros fueron empujados a la clandestinidad.
Junto con el Se canta, es posiblemente el canto occitano más conocido y reinterpretado en la época moderna. Estudiado por Gérard de Sède, ha sido versionado por artistas como Corou de Berra, Jean-Bernard Plantevin, André Ricros y Gacha Empega, y fue utilizado por Radio Toulouse durante la Primera Guerra Mundial como canción de resistencia francesa.

## Características
Lo Boièr es un canto acompasado de ritmo lento y alternado. En cada tercer verso, a modo de estribillo, ostenta una curiosa sucesión de vocales de sonoridad mántrica, que algunas versiones populares omiten o limitan a la tercera estrofa solamente. El resto de la canción cuenta la historia de un boyero que encuentra a su mujer enferma y trata de reconfortarla con la promesa de comida, a lo que la mujer responde con una serena condición de enterramiento para su próxima muerte.
La iconografía de la canción se nutre claramente del imaginario cátaro. La esposa del canto recibe el nombre de Joana, versión femenina del nombre que los cátaros daban a sus fieles antes de renacer a la vida espiritual, y es descrita como "desconsolada", aludiendo a no haber recibido aún el sacramento cátaro del consolamentum. Además, las viandas formuladas por el boyero son un rábano ("raba", en occitano), una col ("caulet") y una alondra magra ("magra"), evidentes alusiones a las familias nobles de Rabastens, Caulet y Magrin, protectoras del catarismo. Finalmente, Joana solicita ser enterrada con la cabeza bajo la fuente, en referencia al agua del consolamentum, y menciona un rebaño de cabras, haciendo eco de una tradición que conecta el signo de Capricornio con el retorno del espíritu.
Las vocales parecen carecer de significado claro más allá de su uso como compás y mantra, pero han sido propuestas como una pirámide fónica dirigida al cielo.

## Letra
| Versión occitana (oficial) | Traducción al español |
| --- | --- |
| Quand lo boièr ven de laurar (bis) Planta son agulhada A, e, i, ò, u! Planta son agulhada. Trapa (Tròba) sa femna al pè del fuòc (bis) Trista e (Tota) desconsolada. A, e, i, ò, u! Trista e (Tota) desconsolada. Se siás (Se n'es) malauta diga z-o (bis) Te farai un potatge (una alhada). A, e, i, ò, u! Te farai un potatge (una alhada). Amb una raba, amb un caulet (bis) Una lauseta magra. A, e, i, ò, u! Una lauseta magra. Quand serai mòrta enterratz-me (rebomb-me) (bis) Al pus fons (Al prigond) de la cròta (cava) A, e, i, ò, u! Al pus fons (Al prigond) de la cròta (cava) Los pés virats (Met-me los pès/Méttras mous pès) a la paret (bis) La tèsta a la rajada (Lo cap jos la canela) A, e, i, ò, u! La tèsta a la rajada (Lo cap jos la canela) Los pelegrins (E los romius) que passaràn (bis) Prendràn d'aiga senhada. A, e, i, ò, u! Prendràn d'aiga senhada. E diràn «Qual es mòrt aicí?» (bis) Aquò es la paura Joana. A, e, i, ò, u! Aquò es la paura Joana. Se n'es anada al paradís (bis) Al cèl ambe sas cabras. A, e, i, ò, u! Al cèl ambe sas cabras. | Cuando el boyero vuelve de trabajar (bis) deja en el suelo su arado. A, e, i, o, u. Deja en el suelo su arado. Encuentra a su esposa cerca del fuego (bis) triste y desconsolada. A, e, i, o, u. Triste y desconsolada. "Si estás enferma, dímelo, (bis) te prepararé un potaje A, e, i, o, u. Te prepararé un potaje con un rábano, un repollo (bis) y una alondra magra". A, e, i, o, u. Y una alondra magra". "Cuando esté muerta, entiérrame (bis) en lo profundo del sótano. A, e, i, o, u. En lo profundo del sótano con los pies hacia la pared (bis) y la cabeza hacia la fuente. A, e, i, o, u. Y la cabeza hacia la fuente. Cuando pasen los peregrinos (bis) tomarán agua bendita. A, e, i, o, u. Tomarán agua bendita y dirán «¿quién es quien yace aquí?» (bis) Es la pobre Joana. A, e, i, o, u. Es la pobre Joana. Se fue al paraíso, (bis) al cielo con sus cabras. A, e, i, o, u. Al cielo con sus cabras». |

## En la cultura popular
En su novela de 1998 Le Christi, René-Victor Pilhes enuncia una interpretación presuntamente histórica de las vocales de esta canción, las cuales significarían Austriae est imperare orbi universo.